# 路易·阿拉贡广场

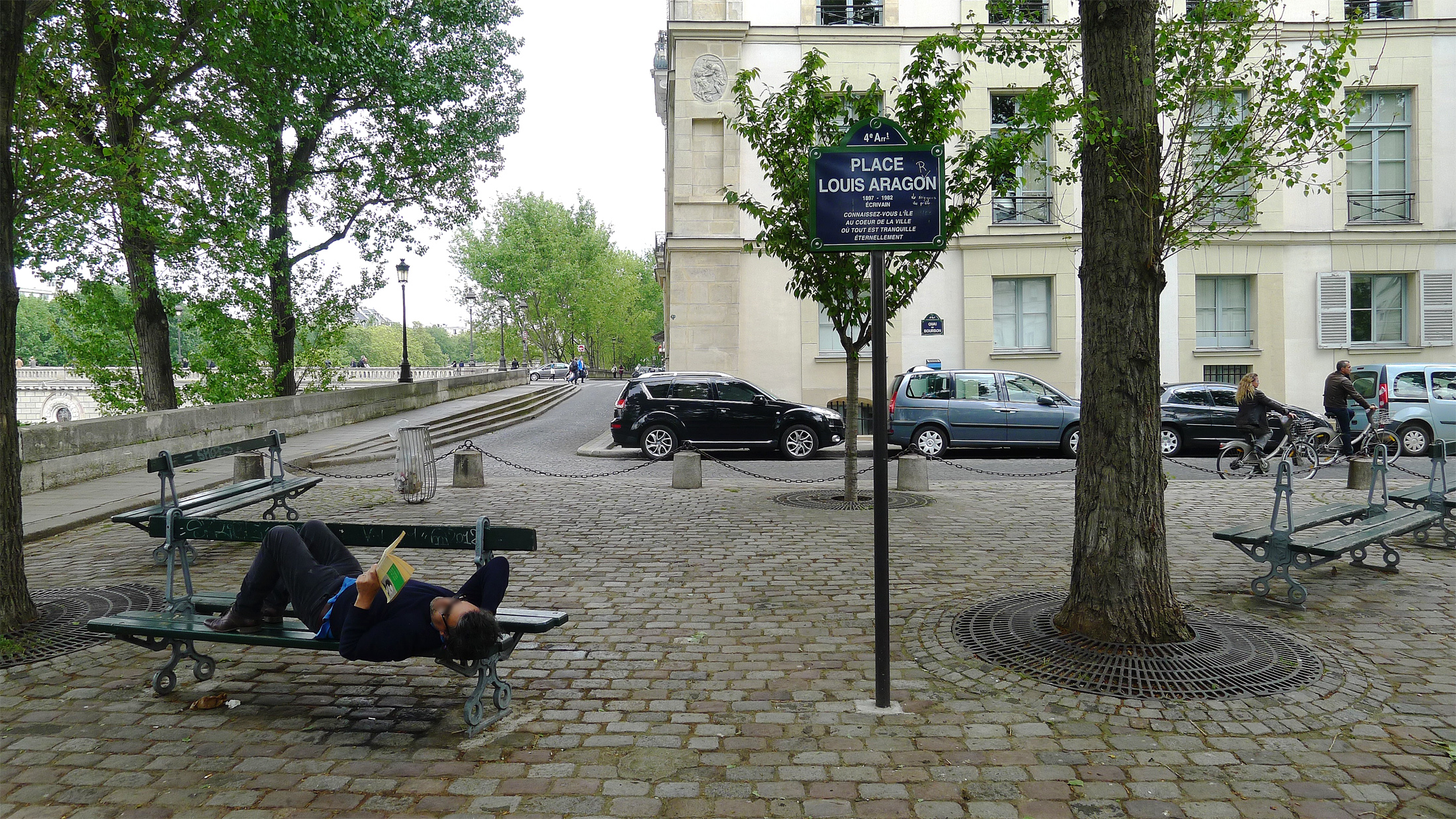

路易·阿拉贡广场（Place Louis-Aragon）是巴黎第四区的一个广场，位于圣路易岛西北侧的波旁堤岸（quai de Bourbon），濒临塞纳河。

## 名称
广场得名于作家、共产党员路易·阿拉贡 (1897-1982)。

## 历史
路易·阿拉贡广场命名于2012年3月27日，巴黎市长贝特朗·德拉诺埃为其揭牌。

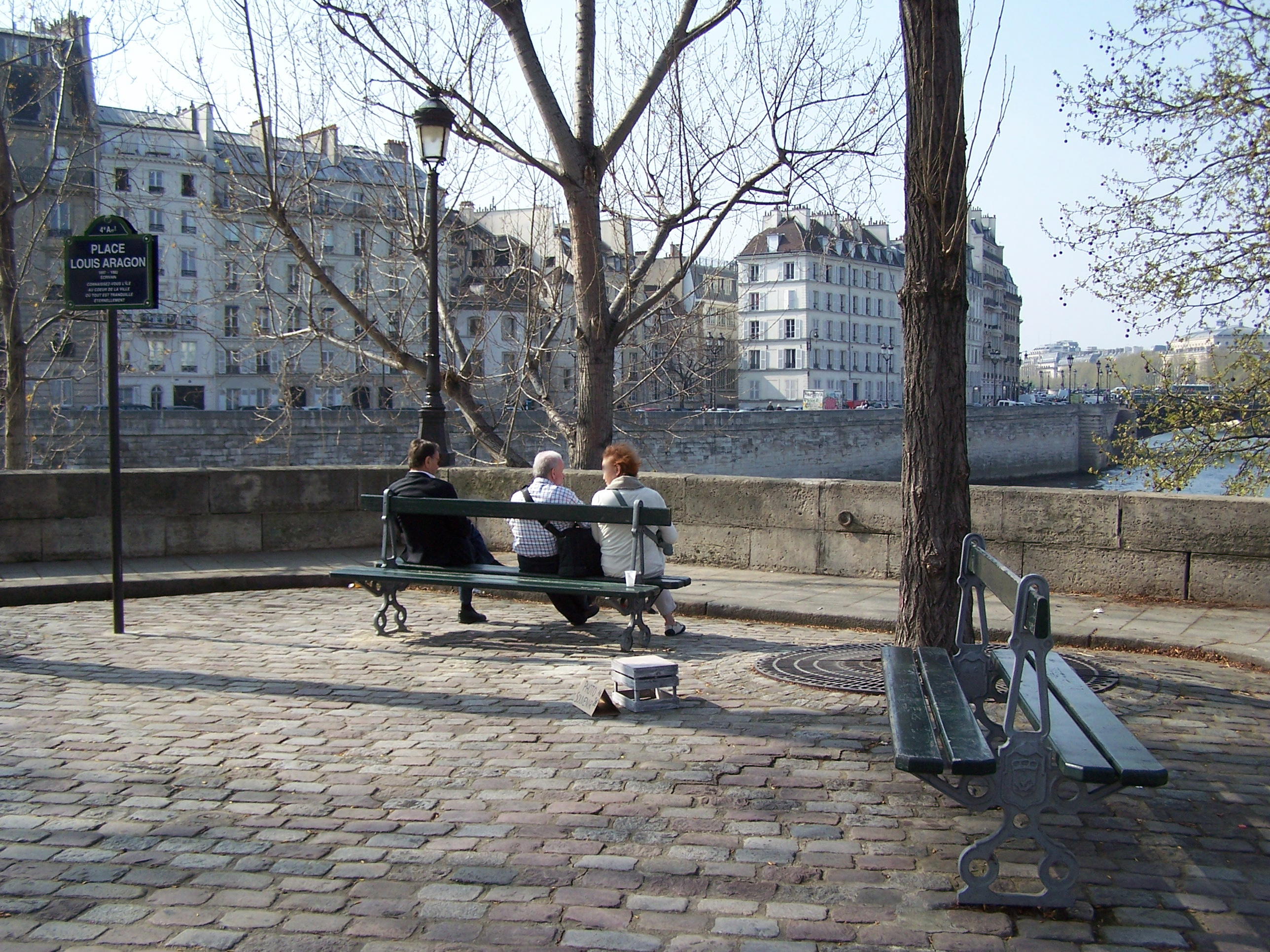
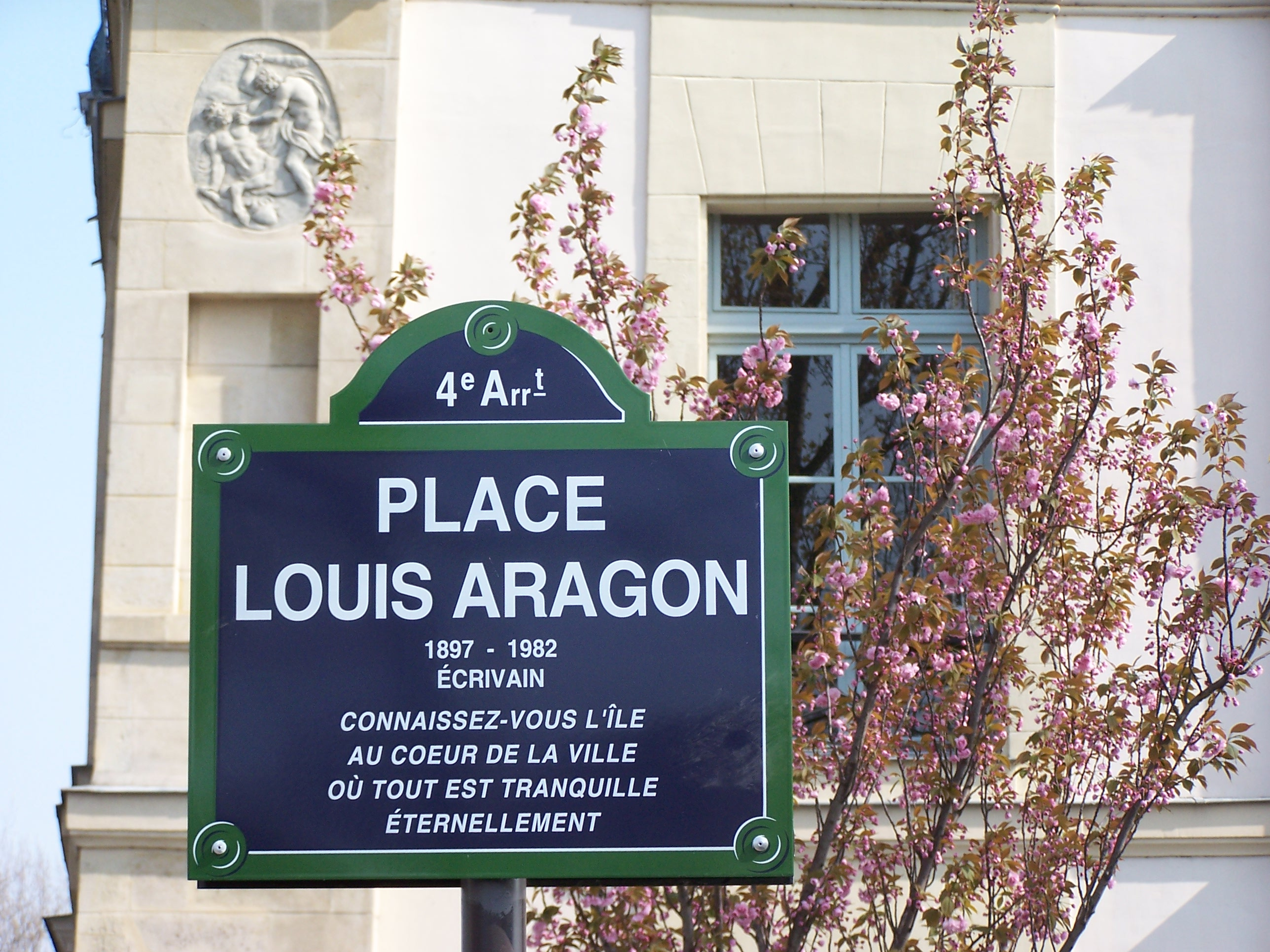
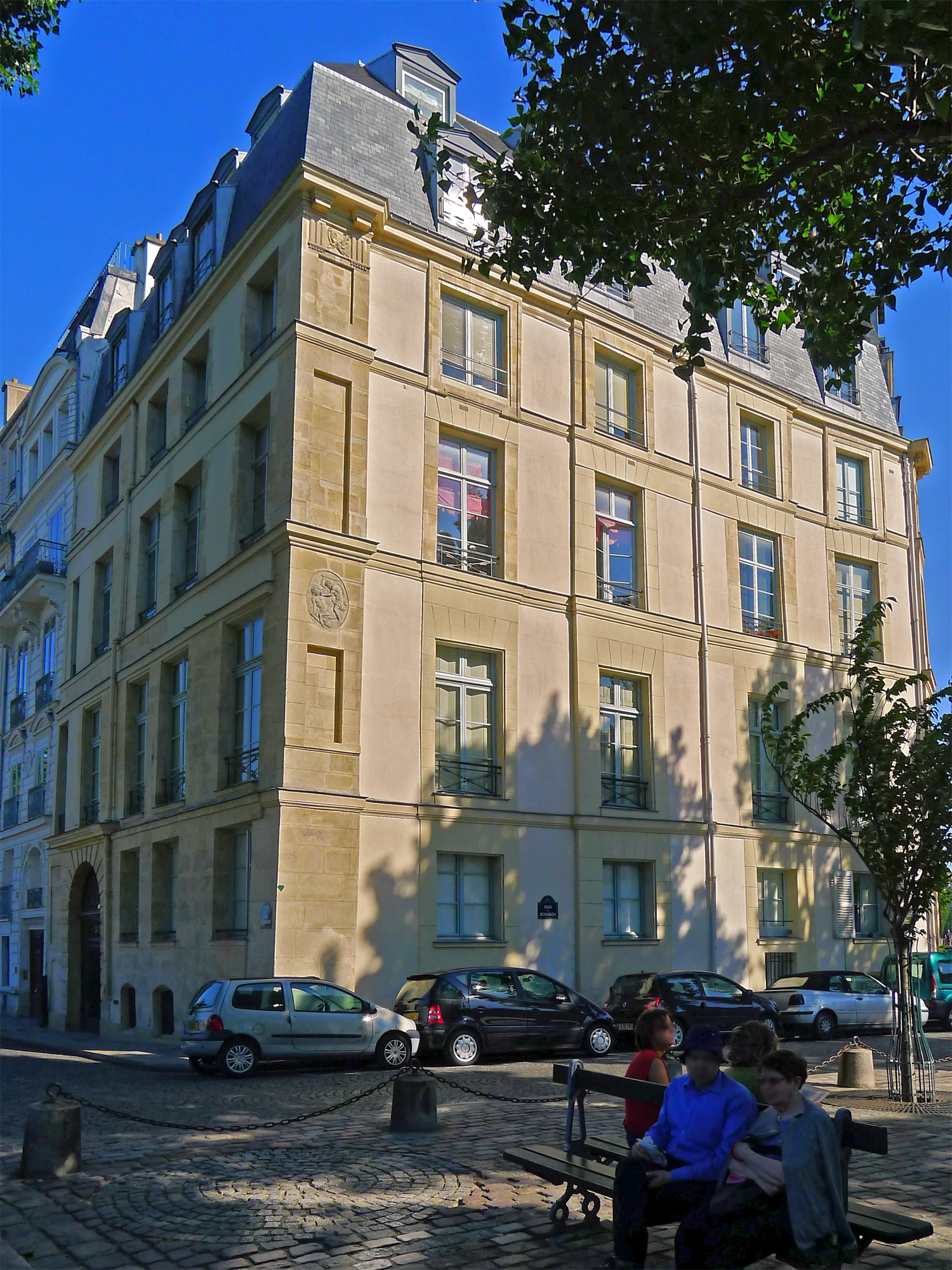
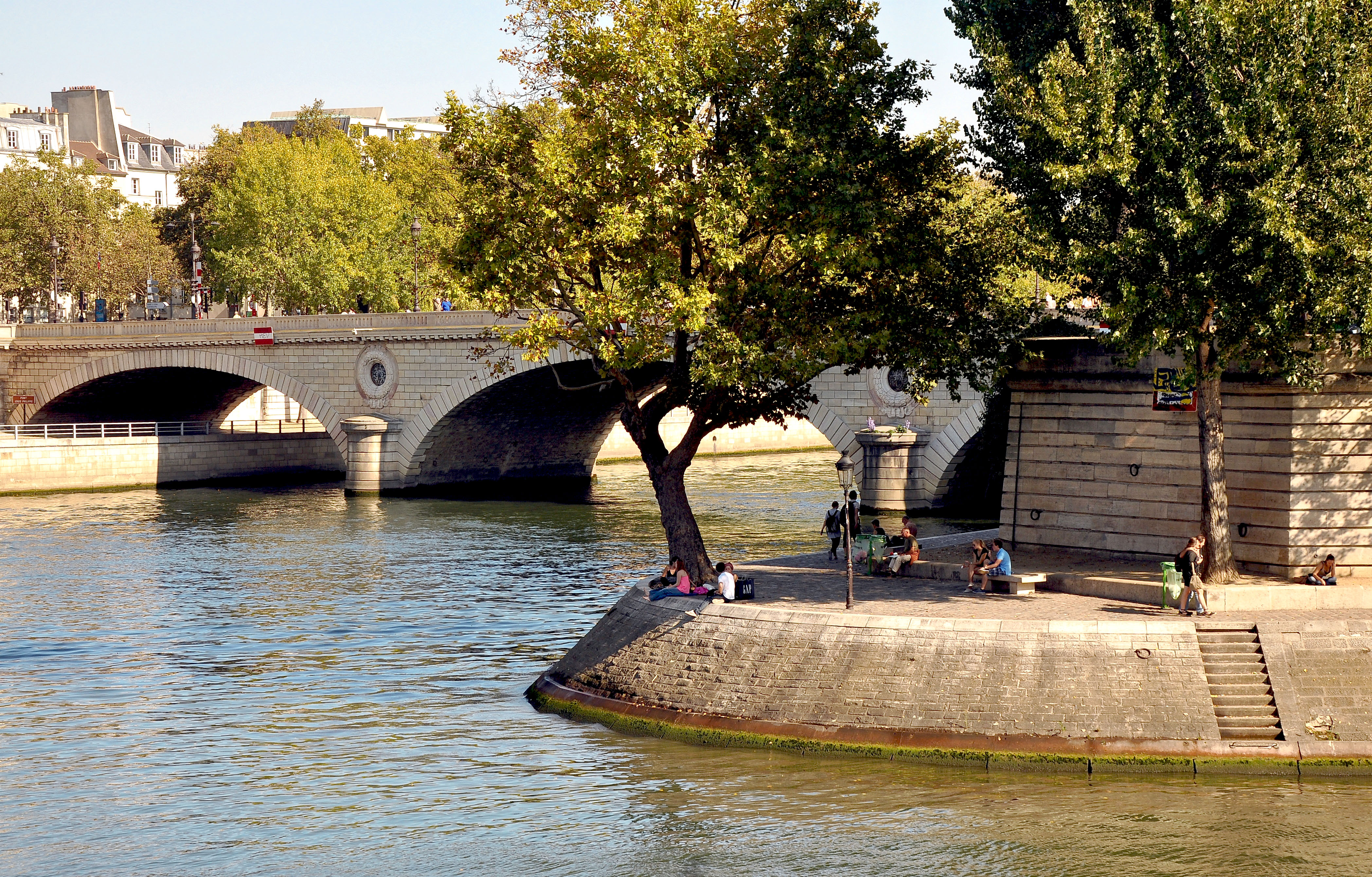